# Sobrado à Rua Inácio Acioly, n. 6
O Sobrado à Rua Inácio Acioly, n. 6 é uma edificação localizada em Salvador, município do estado brasileiro da Bahia. Foi tombado pelo Instituto do Patrimônio Histórico e Artístico Nacional (IPHAN) em 1943, através do processo de número 255.
Atualmente funciona no endereço a Diretoria de Museus do Instituto de Patrimônio Artístico e Cultural (IPAC).

## Arquitetura
Sobrado urbano de parede-meia, desenvolvido em três pavimentos sobre a rua e mais um semi-enterrado. Sua construção é em alvenaria de pedra, com paredes internas do tipo francês. Possui um amplo saguão com escadaria em arenito e paredes decoradas com azulejos portugueses de tipo raro, mas que são encontrados em alguns edifícios em Portugal, nos séculos XVII e XVIII. O edifício apresenta uma fachada muito frequente, na época, formada por três vãos com sacadas no primeiro andar. O portal de lioz, de fins do século XVIII, apresenta frontão barroco.
Foi tombado pelo IPHAN em 1943, recebendo tombo histórico (Inscrição 205/1943).